# 18. økumeniske koncil
Det 18. økumeniske koncil, også kendt som det 5. laterankoncil, var et katolsk kirkemøde, der fandt sted i Lateranet i Vatikanet i perioden 1512-1517. Det var det sidste koncil inden reformationen.
Da pave Julius 2. blev valgt til pave i 1503, lovede han at afholde et koncil, men det tog ham lang tid at indkalde til det, idet han havde travlt med at føre krige for at samle den italienske halvø. På to synoder i Frankrig var stemning for at afholde et kirkemøde, som uden om Julius blev igangsat i Pisa i 1511. Året efter åbnede Julius så laterankoncilet, hvor den såkaldte konciliarisme blev diskuteret. Konciliarismen var et led i de forsøg på indre reformation af den katolske kirke, som havde været undervejs i det seneste århundrede. Julius var tilhænger af papalismen, der koncentrerede magten hos paven, og hans synspunkt endte med at sejre, skønt Julius ikke selv oplevede dette, idet han døde i 1513. Hans efterfølger, pave Leo 10., havde på samme måde intet ønske om at reformere kirken, og koncilets udfald var en af flere årsager til, at reformationen gik i gang i Wittenberg samme år, som koncilet sluttede i Rom.
| Kristendom | Spire Denne artikel om kristendom er en spire som bør udbygges. Du er velkommen til at hjælpe Wikipedia ved at udvide den. |